# Vitalius wacketi
Vitalius wacketi é uma espécie de aranha pertencente à família Theraphosidae (tarântulas).